# Список географічних об'єктів Котельного острова
|  | Службовий список статей, створений для координації робіт з розвитку теми. Це попередження не встановлюється на інформаційні списки і глосарії. |

Нижче подано повний список усіх географічних об'єктів, що розташовані на острові Котельний.
Примітки:
- гірські вершини подано за висотою та згруповані за масивами
- озера, затоки та півострови подано за алфавітом
- річки подано підряд за годинниковою стрілкою, починаючи з півночі острова; притоки подано підряд від витоку до гирла основної річки
- миси подано підряд, починаючи з півночі острова

## Гірські вершини
- Малакатинська височина — 361 м
  - Малакатин-Тас — 361 м
  - Орто-Тас — 256 м
  - Урасалах-Тас — 203 м
  - Карга-Тас — 203 м
  - Согуру-Тас — 172 м
- Єгоров-Станнах-Тас — 218 м
- Вальтера височина — 166 м
- Зеєберга височина — 161 м
- Ірім-Тас (височина) — 158 м
- Толля височина — 144 м
- Усук-Тас — 143 м
- Тугуттах (гора) — 123 м
- Шмідта гряда — 120 м
  - Кам'янка (гора) — 118 м
  - Мис Горбатий (гора) — 100 м
  - Лиса гора — 93 м
  - Гребіночна гора — 92 м
  - Остання гора — 92 м
  - Кругла гора — 79 м
  - Пиріг (гора) — 78 м

## Озера
- Ельген-Кюєльлере (озера)
- Кругле озеро
- Кустах-Кюєль
- Кутама-Кюєль
- Кьотьот-Кюєль
- Харги-Кюєль

## Річки

### Море Лаптєвих
- Решетнікова річка
  - Білий Клик (річка)
  - Оленячі Роги (річка)
  - Пуночка (річка)
  - Бивень (річка)
  - Верхня Безмовна річка
  - Середня Безмовна річка
  - Сойки (річка)
  - Нижня Безмовна річка
  - Пробний струмок
- Полярна річка
- Дирінг-Юрює
- Соколова річка
  - Ус-Пастах
- Бисах-Карга (річка)
- Сетова річка
- Куччугуй-Сулбут
- Пшеніцина річка
  - Сатагай-Юрях
    - Лівий Сатагай

  - Сулбут
- Катанка
  - Права Катанка
  - Ліва Катанка
- Переметна річка
- Втрачений струмок
- Однобокий струмок
- Михайлова річка
- Дурна річка
- Тас-Юрях
- Кил-Губа
- Кієнг-Ураса
  - Оттоку-Сала
  - Унга-Сала
- Чокурка (річка)
  - Мала Чокурка
- Куччугуй-Ураса
- Усун-Ураса
- Тюгях-Ураса
- Нерпалах-Сала
- Хос-Тьорюттях
  - Туор-Такар-Сала
    - Кривун
    - Хаптагай

  - Кедеркі-Сала
    - Чонкучах

  - Уеттях-Такар-Сала
  - Нікола-Такар-Сала
    - Тильний струмок

  - Есе-Сала
  - Хос-Сала
- Великий Чуоралах
- Хрестова річка
  - Унга-Юрює
  - Кьонгюс-Сала
  - Хрестова-Такар-Сала
  - Прямий струмок
  - Амбардах
- Улахан-Урасалах
  - Малакатинський струмок
  - Срібний струмок
  - Чайдах
- Аччигий-Урасалах
- Уон-Пастах
- Єгоров-Такар-Сала
  - Усук-Джиє
- Хомурганнах
  - Лівий Хомурганнах
  - Правий Хомурганнах
- Орто-Юрях
- Західна Захарка
  - Согуру-Тас-Сала
- Малий Еселях
- Великий Еселях

### Протока Санникова
- Велика Захарка
- Малий Делісей
- Великий Делісей
- Карга (річка)
- Східний Амбардах
- Бухтовий струмок
- Улахан-Сосолох
  - Смірницького річка
- Куччугуй-Сосолох
  - Лівий Сосолох
  - Правий Сосолох
- Нікола
  - Ирас-Юрях
  - Щебнистий струмок
  - Мілкий струмок
  - Права Нікола
    - Брудний струмок
    - Леммінг (річка)

  - Ліва Нікола
- Баликтах
  - Розвилка (річка)
  - Байджарахова річка
  - Лугова річка
  - Тиха річка
    - Казарка (річка)
    - Світлий струмок

  - Пряма річка
    - Сухий струмок
    - Біла річка

  - Шийна річка
    - Ліва Шийна річка

  - Песцева річка
  - Тугуттах (річка)
  - Туор-Юрях
    - Ірім-Юрює
    - Уеттях-Юрях
    - Песцева-Такар-Сала

  - Уеттях-Сала
  - Муруннах
  - Істях
    - Лівий Істях

  - Куталах
  - Сніжна річка
  - Зеєберга річка
    - Літок

  - Овражна річка
  - Кустах-Юрях
    - Буордах

  - Звивиста річка
  - Иттах
  - Глибока річка
    - Місячний струмок
    - Бистрий струмок
    - Стріла (річка)
    - Права Глибока річка
    - Змійка

### Дорогоцінна губа
- Дорогоцінна річка
  - Токурдах
  - Середня річка
    - Кьотьот-Юрях

  - Кутама-Юрях
- Воллосовича річка
  - Нучча-Юрях (права твірна)
    - Биллар
      - Правий Биллар (права твірна)
      - Лівий Биллар (ліва твірна)

  - Таба-Юрях (ліва твірна)
    - Куранах
- Кожевіна річка
  - Права Кожевіна річка
  - Ліва Кожевіна річка
- Конечна річка
- Дирінг-Аян (річка)
  - Верхня Кам'янка
  - Нижня Кам'янка
  - Малий Дирінг-Аян
    - Трудний струмок
- Джахсаяр (річка)
- Тас-Юрях
- Санникова річка
- Гребіночна річка

## Миси
- Анисій (мис)
- Домашній мис
- Західний мис
- Дурний мис
- Північний мис
- Вальтера (Могильний) мис
- Рожевий (Вальтера) мис
- Толстова мис
- Шилейко мис
- Анжу мис
- Ведмежий мис
- Лебединського мис
- Галечний мис
- Мурун-Тас

## Затоки
- Анисій (затока)
- Джахсаяр (лагуна)
- Дирінг-Аян (лагуна)
- Дорогоцінна губа
- Дурна лагуна
- Еселях (лагуна)
- Кил (губа)
- Нерпалах (лагуна)
- Нерпича губа
- Пшеніцина лагуна
- Решетнікова лагуна
- Станції лагуна
- Стара Михайлова лагуна
- Стахановців Арктики затока
- Темп (бухта)
- Чокурка (лагуна)
- Якова Смірницського бухта

## Півострови
- Бисах-Карга (коса)
- Михайлова півострів
- Північна коса
- Тас-Ари (півострів)

| Росія | Це незавершена стаття з географії Росії. Ви можете допомогти проєкту, виправивши або дописавши її. |